# Liste de statues à Bruges
Cet article est une liste chronologique des statues de Bruges. Sont reprises ici les œuvres tridimensionnelles situées dans l'espace public de la commune de Bruges sous forme de sculptures, statues, monuments ou autres compositions.
| Date de l'érection | Description                                 | Artiste              | Emplacement                                      | Ville  | Matériel         | Image |
| ------------------ | ------------------------------------------- | -------------------- | ------------------------------------------------ | ------ | ---------------- | ----- |
| 1629               | Deux lions                                  | Jeroom Stalpaert     | Leeuwstraat, sur le Leeuwenbrug                  | Bruges | Pierre naturelle |       |
| 1765               | Statue de saint Paul                        | Pieter Pepers (nl)   | Steenstraat, près de la cathédrale Saint-Sauveur | Bruges | Pierre naturelle |       |
| 1765               | Statue de saint Pierre                      | Pieter Pepers (nl)   | Steenstraat, près de la cathédrale Saint-Sauveur | Bruges | Pierre naturelle |       |
| 1767               | Statue de Jean Népomucène                   | Pieter Pepers (nl)   | Wollestraat, pont Nepomucenus                    | Bruges | Pierre naturelle |       |
| 1846               | Statue de Simon Steven                      | Eugène Simonis       | Place Simon Stevin                               | Bruges | bronze           |       |
| 1871               | Statue de Hans Memling                      | Hendrik Pickery      | marché du mercredi                               | Bruges |                  |       |
| 1878               | Statue de Jan van Eyck                      | Hendrik Pickery      | Jan van Eyckplein                                | Bruges | Galvanoplastie   |       |
| 1887               | Monument à Jan Breydel et Pieter de Coninck | Paul De Vigne        | Grand-Place                                      | Bruges | bronze           |       |
| 1930               | Statue (nl) de Guido Gezelle                | Jules Lagae          | Guido Gezelleplein                               | Bruges | bronze           |       |
| 1954               | Statue équestre du roi Albert Ier           | Octave Rotsaert (nl) | Albertpark                                       | Bruges | bronze           |       |
| 1987               | Flandria Nostra                             | Jules Lagae          | Place de la Monnaie                              | Bruges | bronze           |       |
| ?                  | Papageno                                    | Jef Claerhout        |                                                  |        |                  |       |
| ?                  | Statue d'Ours                               | ?                    | Poortersloge                                     |        |                  |       |
| ?                  | Fontaine de la Vierge à l'enfant            | ?                    | Mariastraat                                      |        |                  |       |